# 社会契約
社会契約（しゃかいけいやく、英: social contract、仏: contrat social）は、政治学や法学で、ある国家とその市民の関係についての契約を指す用語。

## 解説
社会/国家に関する市民/民衆（や王家）の「黙契」や「立法・誓約」としての社会契約の思想的萌芽は、プラトンの『クリトン』や『国家』第2巻や『法律』第3巻などにすでに表現され、歴史的にはマグナ・カルタ、アーブロース宣言などに、権力の基礎が「人民の同意に基づく」という契約論的な考え方としては、16世紀のスペイン、フランス、イタリアのジェスイット派やカルバン派の神学者・法学者・政治学者の主張に発見することができる。
近代（近世）における社会契約説は、自然状態・自然権・自然法概念と共に論じられ、（人間の自然状態が良いものか悪いものかについては、論者によって違いがあるものの、いずれにしても）自然権や自然法を擁護することを目的として社会契約を結ぶべきであるという構図であり、これは、17世紀のトマス・ホッブズ『リヴァイアサン』やジョン・ロック『統治二論』、18世紀のジャン＝ジャック・ルソー『社会契約論』、そして20世紀のジョン・ロールズやロバート・ノージックに至るまで、社会契約説を唱える哲学者に伝統的に継承されている。
ジョン・ロールズは、社会契約説を、自然法、自然権という古典的概念を回避して、一般化抽象化し、国家が成立する前の仮定的な社会について、次のような思考実験を行なう。ロールズは、その社会は、合意後に成立する国家に関する情報については、その構成員全員が全て公正に「無知のヴェール」に覆われた「原初状態」にあるとした上で、その状態の下では、自由・平等で道徳的な人は、利己的で相互に無関心な性向を持つ人々であっても、合理的な判断として、人々が公正に最悪の状態に陥ることを最大限回避する条件で合意するはずであるとして構成員の合意による国家の成立を導き出し、かつ、その条件が実現している理想的な社会を「秩序ある社会」とした上で、その条件を可能ならしめる原理を公正として正義の原理として、格差原理、マキシミン原理という正義に関する五つの価値原理を導き出した。

## 批判
アメリカ独立戦争、フランス革命を通じて打ち立てられた〈社会契約〉の概念に最も初期に明確な批判を加えたのがバークである。バークは革命政府やその同調者が唱える〈社会契約〉の契約の欺瞞性を糾弾し、社会において伝えられ･保持されてきた〈本源的な契約〉とは、憲法制定会議や人民公会に集合した人々が自由な意志や理性などにより容易に締結でき、変更できるようなものではないとした。
一方、マルクスは、近代以降の社会契約論に共通する「自由な諸個人の間で契約を結び社会を形成している」という前提そのものに批判の目を向ける。歴史的には「われわれが歴史を遠くさかのぼればさかのぼるほど、ますます個人は、したがってまた生産をおこなう個人も、独立していないものとして、あるより大きな全体に属するものとして、現われる。すなわち、最初はまだまったく自然的な仕方で家族のなかに、また種族にまで拡大された家族のなかに現われ、のちには、諸種族の対立や融合から生ずる種々の形態の共同体のなかに現われる」のであって、個人は社会に先立って存在するものではないと指摘する。個人が歴史上に登場するのは中世社会の崩壊に伴う現象であり、エーリッヒ・フロムは「封建社会という中世的社会の崩壊は、社会のすべての階級にたいして、一つの重要な意味を持っていた。すなわち個人はひとりとりのこされ、孤独に陥った。かれは自由になった。しかしこの自由は二重の意味をもっていた。人間は以前に享受していた安定性と疑う余地のない帰属感とをうばわれ、経済的にも精神的にも個人の安定を求める要求をみたしてくれた外界から、解き放たれたのである。かれは孤独となり、不安に襲われた。しかしかれはまた自由となり、独立して行動し考えることができ、自己の主人となることができた。また自分の生活を人から命じられるようにではなく、自分がなしうるようにとりはからうようになった」とその経緯を描写している。
このようにマルクスは近代以降の社会契約論の前提となる理論を「一八世紀の個人——一面では封建的社会形態の解体の産物、他面では一六世紀以来新しく発展した生産諸力の産物——が、すでに過去の存在になっている理想として」、つまり「一つの歴史的な結果としてではなく、歴史の出発点として」おり、「錯覚」であると批判している。

## 文献情報
- 関谷昇『近代社会契約説の原理-ホッブス、ロック、ルソー像の統一的再構成』東京大学出版会、2003年。ISBN 9784130362139。
- ディヴィッド・バウチャー、ポール・ケリー編 著、飯島昇蔵・佐藤正志ほか 訳『社会契約論の系譜-ホッブズからロールズまで』ナカニシヤ出版、1997年。ISBN 9784888483483。